# شيموس روش
شيموس روش (بالإنجليزية: Séamus Roche)‏ هو مدرب كرة قدم أيرلندي، ولد في 8 سبتمبر 1969 في Kilsheelan ‏ في جمهورية أيرلندا.